# 孙河站 (朝鲜)
孙河站（朝鲜语：／ Sonha yŏk */?）是位于朝鮮民主主義人民共和國開城市的一個鐵路車站。2007年5月17日在京義線的连通后啟用。

## 邻近车站
开城站 - 孙河站 - 凤东站